# Marton (Warwickshire)
Marton – wieś i civil parish w Anglii, w hrabstwie Warwickshire, w dystrykcie Rugby. Leży 14 km na wschód od miasta Warwick i 126 km na północny zachód od Londynu. W 2011 roku civil parish liczyła 484 mieszkańców.